# Ч
Ч, ч（称呼为 чэ, če）是一个广泛用在斯拉夫语言、突厥语言等语言的西里尔字母。
Ч, ч 曾用在壮语中作标第4声之用，在新壮文中已被 X, x 取代。

## 字母的次序
在俄语字母中排第25位，在白俄罗斯语字母中排第26位，在乌克兰语、塞尔维亚语字母中排第28位，在保加利亚语字母中排第24位，在马其顿语字母中排第29位。

## 音值
通常为 /ʧ/。

## 字符编码
| 字符编码 | Unicode | ISO 8859-5 | KOI-8 | GB 2312 | HKSCS |
| -------- | ------- | ---------- | ----- | ------- | ----- |
| 大写 Ч   | U+0427  | C7         | FE    | A7B9    | C84C  |
| 小写 ч   | U+0447  | E7         | DE    | A7E9    | C86D  |

## 参看
- Ҹ ҹ（西里尔字母）
- Č č（拉丁字母）

## 外部連結
- 维基词典中的词条「Ч」
- 维基词典中的词条「ч」
- Буква Ч （页面存档备份，存于） на сайте graphemica.com
- Буква ч （页面存档备份，存于） на сайте graphemica.com